# 610-й истребительный авиационный полк
610-й истребительный авиационный Краснознамённый полк (610-й иап) — воинская часть Военно-воздушных сил (ВВС) РККА, принимавшая участие в боевых действиях Советско-японской войны.

## Наименования полка
За весь период своего существования полк несколько раз менял своё наименование:
- Кировский истребительный авиационный полк;
- 610-й истребительный авиационный полк;
- 610-й истребительный авиационный Краснознамённый полк;
- 610-й истребительный авиационный Краснознамённый полк ПВО;
- Войсковая часть (Полевая почта) 64386.

## История и боевой путь полка
Полк сформирован 17 октября 1941 года как Кировский истребительный авиационный полк в 5 отдельной авиационной бригаде ВВС Дальневосточного фронта (о. Сахалин) по штату 015/134 (две эскадрильи на самолётах И-16 и одна аэ на И-15бис). В ноябре 1941 года получил наименование 610-й истребительный авиационный полк. В сентябре 1942 года включён во вновь сформированную 255-ю смешанную авиационную дивизию Дальневосточного фронта (фронтового подчинения).
В декабре 1942 года переформирован по штату 015/284. Весной 1945 года полк перевооружён на истребители Як-9. 5 июня 1945 года в состав полка включены: 4-я штурмовая эскадрилья (8 Ил-2) и 30-е отдельное корректировочное звено. Фактически полк стал смешанным, но продолжал именоваться 610-й истребительный авиационный полк. В июне 1945 года вместе с 255-й сад вошёл в состав 10-й воздушной армии Дальневосточного фронта.
В составе 255-й смешанной авиационной дивизии 10-й воздушной армии 2-го Дальневосточного фронта принимал участие в советско-японской войне на самолётах Як-9 с 9 августа 1945 года по 3 сентября 1945 года, поддерживая наступающие войска в Сунгарийской наступательной, Маньчжурской, Южно-Сахалинской и Курильской десантной операциях.
Во время ведения боевых действий 26 августа 1945 года 4-я эскадрилья штурмовиков и 30-е отдельное корректировочное звено убыли из состава полка.
Всего за время Советско-японской войны полком:
- Совершено боевых вылетов — 244;
- Встреч с самолётами противника и воздушных боёв не было.

 610-й истребительный авиационный полк Приказом Народного комиссара обороны СССР № 0164 от 28 сентября на основании Указа Президиума Верховного Совета СССР от 14 сентября 1945 года за образцовое выполнение заданий командования в боях с японскими войсками на Дальнем Востоке при форсировании рек Амур и Уссури, овладении городами Цзямусы, Мэргень, Бэйаньчжэнь, южной половиной острова Сахалин, а также островами Сюмусю и Парамушир из группы Курильских островов и проявленные при этом доблесть и мужество награждён орденом «Красного Знамени».
Весь послевоенный период полк постоянно дислоцировался на Дальнем Востоке, был передан из 255-й сад в 296-ю истребительную авиационную дивизию и с января 1951 года базировался на аэродроме Хомутово на Сахалине. В 1952 году полк освоил истребители МиГ-15, а в 1955 году — МиГ-17. В 1957 году вместе с дивизией был передан в состав войск ПВО и подучил наименование 610-й истребительный авиационный Краснознамённый полк ПВО. В связи со значительным сокращением Вооружённых сил СССР полк 4 августа 1960 года был расформирован.

## Командиры полка
- майор, подполковник Лозыченко Александр Гаврилович октябрь 1941 — июль 1944
- майор Тарасов[3], 01.08.1944 — 31.12.1945

## Благодарности Верховного Главнокомандующего
За проявленные образцы мужества и героизма при овладении городами Цзямусы, Мэргэнь, Бэйаньчжэнь, Гирин, Дайрэн, Жэхэ, Мишань, Мукден, Порт-Артур, Харбин, Цицикар, Чанчунь, Яньцзи Верховным Главнокомандующим лётчикам полка в составе 255-й сад объявлена благодарность.

## Самолёты на вооружении
| Период         | Самолёты | Фото                                            | Период         | Самолёты        | Фото                            |
| -------------- | -------- | ----------------------------------------------- | -------------- | --------------- | ------------------------------- |
| 09.1941 — 1944 | И-15бис  | Поликарпов И-15, Москва — Жуковский (Раменское) | 09.1941 — 1945 | И-16            | Polikarpov I-16-Spain (clipped) |
| 1945 — 1952    | Як-9     | Як-9                                            | 1945 — 1952    | Як-9 У, М. Т, Д | Як-9                            |
| 1952 — 1955    | МиГ-15   | МиГ-15                                          | 1955 — 1960    | МиГ-17          | МиГ-17                          |

## Базирование
| Период            | Аэродром          |
| ----------------- | ----------------- |
| 01.1951 — 05.1958 | Хомутово, Сахалин |